# Congo requiem
Congo requiem est le douzième roman de Jean-Christophe Grangé paru le 4 mai 2016.

## Résumé
Gaëlle et Loïc Morvan vont affronter un tueur, de Paris à Florence, mais ignorent sa véritable identité : celle de l'individu traqué jusqu'à Lontano par Erwan et Grégoire...

## Éditions
Édition imprimée originale
- Jean-Christophe Grangé, Congo requiem : roman, Paris, éd. Albin Michel, 4 mai 2016, 726 p. (ISBN 978-2-226-32608-9)